# ديميتريو أنغولا
ديميتريو أنغولا (بالإسبانية: Demetrio Angola) هو لاعب كرة قدم ومدرب كرة قدم بوليفي في مركز الهجوم، ولد في 22 يونيو 1965 في لاباز في بوليفيا. شارك مع منتخب بوليفيا لكرة القدم. أما مع النوادي، فقد لعب مع ذي سترونغيست ونادي خورخي ويلسترمان.

## وصلات خارجية
- ديميتريو أنغولا على موقع الاتحاد الدولي (مؤرشف)  (الإنجليزية)
- ديميتريو أنغولا على موقع قاعدة بيانات كرة القدم.إي يو (الإنجليزية)
- ديميتريو أنغولا على موقع ناشيونال فوتبول تيمز (الإنجليزية)
- ديميتريو أنغولا على موقع عالم كرة القدم.نت (الإنجليزية)